# NGC 126
NGC 126 este o galaxie lenticulară situată în constelația Peștii, membră a grupului NGC 128. A fost descoperită în 4 noiembrie 1850 de către Bindon Stoney și observată încă o dată în 19 septembrie 1865 de către Heinrich d'Arrest.